# 大長村 (広島県)
大長村（おおちょうそん）は、1956年（昭和31年）まで広島県豊田郡にあった村。大崎下島内で隣接する御手洗町、久友村と合併し、豊町となり、地方自治体としてその歴史を閉じた。現在の呉市の一部にあたる。

## 地理
- 海洋：瀬戸内海
- 島嶼：大崎下島[2]
- 山岳：一峰寺山[2]

## 歴史
- 1889年（明治22年）4月1日、町村制の施行により、豊田郡大長村が単独で村制施行し、大長村が発足[2][3]。
- 1925年（大正14年）県立農事試験場大長柑橘分場開設[2]。
- 1927年（昭和2年）日本初のミカン缶詰工場開設[2]。
- 1941年（昭和16年）2月20日、村名の読みを「だいちょう」に変更[3]。
- 1947年（昭和22年）8月9日、村名の読みを「おおちょう」に戻す[4]。
- 1956年（昭和31年）3月31日、豊田郡御手洗町、久友村と合併し、豊町を新設して廃止された[2][3]。

## 産業
- 農業、果樹[2]　大長みかんとして知られる。